# Mordellistena zotalebrevior
Mordellistena zotalebrevior là một loài bọ cánh cứng trong họ Mordellidae. Loài này được Píc miêu tả khoa học năm 1938.